# Thaís Gulin
Thaís Gulin (Curitiba, 4 de janeiro de 1980) é uma cantora, compositora, produtora musical e atriz brasileira nascida em Curitiba, filha de mãe carioca e pai curitibano.
Seu disco de estreia, Thaís Gulin, foi lançado em 2007. Em 2008 foi indicada como Cantora Revelação no Prêmio Rival Petrobras.
Em 2011 lançou seu segundo álbum, ôÔÔôôÔôÔ, com músicas inéditas feitas especialmente para ela por Adriana Calcanhotto, Chico Buarque e Tom Zé, além de composições próprias e parcerias com Ana Carolina, Kassin e Moreno Veloso.

## Biografia
A cantora e compositora Thaís Gulin nasceu no dia 4 de janeiro de 1980 em Curitiba, capital do Paraná. Em sua adolescência, estudou violão e canto popular no Conservatório de MPB de Curitiba e teatro no curso Lala Schneider. Após morar nos EUA e na Europa, onde cursou interpretação no Manchester City College, a curitibana mudou-se para o Rio de Janeiro no ano de 2001. Thaís cursou, então, Bacharelado em MPB na Universidade Federal do Estado do Rio de Janeiro (UNIRIO). Neste período, participou de mais de dez montagens teatrais com diretores como Augusto Boal, Paulo Betti, Luis Salém, Luiz Fernando Lobo, Stella Miranda e Antônio Guedes, além de ganhar o prêmio Lala Schneider de melhor atriz. Sua veia musical, no entanto, fez com que Thaís voltasse seu olhar para a música e gravasse seu primeiro álbum demo. A partir daí, começou a ganhar espaço na imprensa e a fazer diversos shows pelo Rio de Janeiro experimentando sonoridades e repertórios.
Em seu disco de estreia (Thaís Gulin, 2007, Rob Digital), conquistou a crítica com uma interpretação bastante particular de um repertório que une força e delicadeza, sendo considerada assim “uma das grandes revelações musicais do ano” por críticos de publicações como Rolling Stone Brasil e Folha de S. Paulo. Em 2008, foi indicada à cantora revelação no Prêmio Rival BR de Música Brasileira. Participou de homenagens a Edu Lobo (Programa Som Brasil, Rede Globo) e Cássia Eller (TV Cultura).
Em 2011 Thaís Gulin lança seu segundo álbum. ôÔÔôôÔôÔ (2011 / SLAP) lhe rendeu projeção nacional com músicas inéditas feitas especialmente para ela por Adriana Calcanhotto, Chico Buarque e Tom Zé, além de composições próprias e parcerias com Ana Carolina, Kassin e Moreno Veloso.
Foi intérprete da música tema da novela Passione (Rede Globo, 2010) e da música Até Pensei, trilha da novela Sangue Bom (Rede Globo, 2013).
Entre 2011 e 2012, fez sua primeira grande turnê nacional, participou dos discos de Chico Buarque (Chico, 2011, Biscoito Fino) com a faixa Se eu Soubesse, e de Jards Macalé (Jards, 2011, Biscoito Fino) com a faixa Hotel das Estrelas.
Também participou do tributo aos 100 anos de Gonzagão, interpretando Balance Eu (1958), único título da parceria de Luiz Gonzaga (1912 - 1989) com o escritor e jornalista pernambucano Nestor de Hollanda (1921 - 1970) e gravou a canção-tema do filme Anita e Garibaldi, com trilha assinada por Arrigo Barnabé e direção do italiano Alberto Rondalli. Neste mesmo período, Thaís participou do DVD de comemoração aos 80 anos do Cristo Redentor num dueto com Davi Moraes em um show para mais de 7 mil pessoas no Aterro do Flamengo, no Rio de Janeiro, teve seu disco lançado em Portugal e sua interpretação da música Água entrou para a compilação japonesa Rendez-vous.
Em 2013 Thaís deu início à sua carreira internacional. Entre maio e junho estreou com shows em Portugal (Lisboa, Porto e Coimbra) e Itália (Roma), Espanha (Bilbao, no Museu Guggenheim e em Madrid, a convite da embaixada brasileira), Alemanha (Frankfurt) e Inglaterra (Londres), no renomado clube de jazz Ronnie Scott’s e com show exclusivo para a revista Monocle Magazine.
2013 também foi o ano do lançamento do single Cinema Big Butts em videoclipe dirigido por Gringo Cardia e de estrear na abertura do carnaval de Recife, no Marco Zero, ao lado de Elba Ramalho.
Em 2014 realizou nova turnê pelo Brasil nas cidades do Rio de Janeiro e Brasília ao lado de Jorge Mautner, além de Fortaleza, São Paulo e Curitiba. Participou também do longa-metragem Obá Obá Obá, um filme do cineasta francês Vincent Moon e Benjamin Rassat em homenagem a Jorge Ben, cantando Negro é Lindo, que encerra com uma composição sua - ôÔÔôôÔôÔ - à capella na Marquês de Sapucaí vazia.
Neste mesmo ano participou do especial Cantoras do Brasil, no Canal Brasil, em que homenageia Dircinha Batista com as canções "Se eu morresse amanhã (1953) de Antônio Maria e "Upa upa!" (1940) de Ary Barroso.
No ano de 2015 Thaís é convidada a participar do tributo aos 50 anos de carreira de Milton Nascimento. A obra "Mil Tom", produzida por Pedro Ferreira, é uma coletânea com trinta faixas dividida em dois volumes. Gulin reinterpreta "Amor de Índio", música que abre o segundo volume da coletânea.
É em 2015 que Jards Macalé decide realizar o primeiro registro ao vivo de sua carreira e convida Thaís Gulin, Luiz Melodia e Zeca Baleiro para a gravação de seu DVD. Além de duetos com o anfitrião, cada convidado protagoniza momentos solos no show.
Ainda em 2015, Thaís é convidada do ex-guitarrista da Legião Urbana, Dado Villa-Lobos, para participar de seu programa Estúdio do Dado, no Canal Brasil. Gulin interpreta sete faixas, entre composições próprias e releituras, como o clássico "Take a Walk on the Wild Side", de Lou Reed.
Entre 2015 e 2016, Thaís Gulin dedicou-se aos palcos com apresentações por todo o país e sua terceira turnê pela Europa.
Em 2017 participou do projeto Frevália, uma iniciativa do cantor pernambucano Romero Ferro. Em encontros musicais no Paço do Frevo, em Recife, Thais apresentou ao lado de Moreno Veloso seu frevo, Frevinho, além de frevos e interpretações de compositores pernambucanos com sonoridades mais modernas, voltadas para a música pop.
Em setembro de 2017, encerra a turnê do álbum ôÔÔôôÔooÔ no Museu Inhotim em show com participação especial de Flávio Renegado e com show de abertura de Thales Minimalista e Lucas Santana.

## Vida Pessoal
Thaís Gulin namorou Chico Buarque no período de 2009 a 2016.